# Världsmästerskapen i kortbanesimning 2018
Världsmästerskapen i kortbanesimning 2018 var de 14:e mästerskapen och avgjordes  mellan 11 och 16 december 2018 i Hangzhou, Kina. Det var i december 2014 som FINA valde Hangzhou till arrangörsstad.

## Resultat och medaljörer

### Herrar
| Gren               | Guld | Guld           | Silver | Silver     | Brons | Brons       |
| Frisim             | |                | |            | |             |
| 50 meter           | Vladimir Morozov Ryssland | 20,33          | Caeleb Dressel USA | 20,54      | Brad Tandy Sydafrika                                                                                                 | 20,94       |
| 100 meter          | Caeleb Dressel USA | 45,62 NR       | Vladimir Morozov Ryssland | 45,64      | Chad le Clos Sydafrika                                                                                               | 45,89       |
| 200 meter          | Blake Pieroni USA | 1.41,49        | Danas Rapšys Litauen | 1.41,78    | Alexander Graham Australien                                                                                          | 1.42,28     |
| 400 meter          | Danas Rapšys Litauen | 3.34,01 CR     | Henrik Christiansen Norge | 3.36,64 NR | Gabriele Detti Italien                                                                                               | 3.37,54     |
| 1500 meter         | Mychailo Romantjuk Ukraina | 14.09,14 CR NR | Gregorio Paltrinieri Italien | 14.09,87   | Henrik Christiansen Norge                                                                                            | 14.19,39 NR |
| Ryggsim            | |                | |            | |             |
| 50 meter           | Jevgenij Rylov Ryssland | 22,58 NR       | Ryan Murphy USA | 22,63      | Shane Ryan Irland | 22,76 NR    |
| 100 meter          | Ryan Murphy USA | 49,23          | Xu Jiayu Kina | 49,26      | Kliment Kolesnikov Ryssland                                                                                          | 49,40       |
| 200 meter          | Jevgenij Rylov Ryssland | 1.47,02        | Ryan Murphy USA | 1.47,34    | Radosław Kawęcki PolenMitch Larkin Australien                                                                        | 1.48,25     |
| Bröstsim           | |                | |            | |             |
| 50 meter           | Cameron van der Burgh Sydafrika | 25,41 CR       | Ilja Sjymanovitj Belarus | 25,77 NR   | Felipe Lima Brasilien                                                                                                | 25,80       |
| 100 meter          | Cameron van der Burgh Sydafrika | 56,01 CR       | Ilja Sjymanovitj Belarus | 56,10      | Yasuhiro Koseki Japan                                                                                                | 56,13 AR    |
| 200 meter          | Kirill Prigoda Ryssland | 2.00,16 WR     | Qin Haiyang Kina | 2.01,15 AR | Marco Koch Tyskland                                                                                                  | 2.01,42     |
| Fjärilsim          | |                | |            | |             |
| 50 meter           | Nicholas Santos Brasilien | 21,81 CR       | Chad le Clos Sydafrika | 21,97      | Dylan Carter Trinidad och Tobago                                                                                     | 22,38 NR    |
| 100 meter          | Chad le Clos Sydafrika | 48,50          | Caeleb Dressel USA | 48,71      | Li Zhuhao Kina | 49,25 AR    |
| 200 meter          | Daiya Seto Japan | 1.48,24 WR     | Chad le Clos Sydafrika | 1.48,32 AR | Li Zhuhao Kina | 1.50,39     |
| Individuell medley | |                | |            | |             |
| 100 meter          | Kliment Kolesnikov Ryssland | 50,63 CR WJ    | Marco Orsi Italien | 51,03      | Hiromasa Fujimori Japan                                                                                              | 51,53       |
| 200 meter          | Wang Shun Kina | 1.51,01        | Josh Prenot USA | 1.52,69    | Hiromasa Fujimori Japan                                                                                              | 1.52,73     |
| 400 meter          | Daiya Seto Japan | 3.56,43        | Thomas Fraser-Holmes Australien | 4.02,74    | Brandonn Almeida Brasilien                                                                                           | 4.03,71     |
| Lagkapp            | |                | |            | |             |
| 4×50 meter frisim  | USA Caeleb Dressel (20,43) AM Ryan Held (20,25) Jack Conger (20,59) Michael Chadwick (20,53) Michael Andrew[a] Michael Jensen[a] Kyle DeCoursey[a]                 | 1.21,80 WR     | Ryssland Vladimir Morozov (20,39) Jevgenij Sedov (20,82) Ivan Kuzmenko (20,64) Jevgenij Rylov (20,37) Kliment Kolesnikov[a] Sergej Fesikov[a]                                                 | 1,22,22 NR | Italien Santo Condorelli (21,27) Andrea Vergani (20,44) Lorenzo Zazzeri (20,57) Alessandro Miressi (20,62)           | 1.22,90 NR  |
| 4×100 meter frisim | USA Caeleb Dressel (45,66) Blake Pieroni (45,75) Michael Chadwick (45,86) Ryan Held (45,76) Kyle DeCoursey[a] Michael Jensen[a] Matt Grevers[a]                    | 3.03,03 WR     | Ryssland Vladislav Grinev (46,38) Sergej Fesikov (46.21) Vladimir Morozov (45,06) Kliment Kolesnikov (45,46) Jevgenij Rylov[a] Ivan Kuzmenko[a] Michail Vekovisjtjev[a] Ivan Girev[a]         | 3.03,11 ER | Brasilien Matheus Santana (46,83) Marcelo Chierighini (46,37) César Cielo (46,34) Breno Correia (45,61)              | 3.05,15 AR  |
| 4×200 meter frisim | Brasilien Luiz Altamir Melo (1.42,03) Fernando Scheffer (1.40,99) Leonardo Coelho Santos (1.42,81) Breno Correia (1.40,98) Leonardo de Deus[a]                     | 6.46,81 WR     | Ryssland Martin Maljutin (1.42,34) Michail Vekovisjtjev (1.41,57) Ivan Girev (1.41,85) Aleksandr Krasnych (1.41,08) Michail Dovgaljuk[a] Vladislav Grinev[a]                                  | 6.46,84 ER | Kina Ji Xinjie (1.42,67) Xu Jiayu (1.41,68) Sun Yang (1.41,25) Wang Shun (1.41,93) Shang Keyuan[a] Qian Zhiyong[a]   | 6.47,53 AR  |
| 4×50 meter medley  | Ryssland Kliment Kolesnikov (22,87) Oleg Kostin (25,36) Michail Vekovisjtjev (22,09) Jevgenij Rylov (20,22) Kirill Prigoda[a] Roman Sjevliakov[a] Ivan Kuzmenko[a] | 1.30,54        | USA Ryan Murphy (22,73) Michael Andrew (26,16) Caeleb Dressel (21,70) Ryan Held (20,31) Matt Grevers[a] Andrew Wilson[a] Jack Conger[a] Michael Chadwick[a]                                   | 1.30,90    | Brasilien Guilherme Guido (22,97) Felipe Lima (25,48) Nicholas Santos (22,02) César Cielo (21,02) Matheus Santana[a] | 1.31,49     |
| 4×100 meter medley | USA Ryan Murphy (49,63) Andrew Wilson (56,84) Caeleb Dressel (48,28) Ryan Held (45,23) Matt Grevers[a] Michael Andrew[a] Jack Conger[a] Blake Pieroni[a]           | 3.19,98 CR NR  | Ryssland Kliment Kolesnikov (49,62) Kirill Prigoda (55,98) Michail Vekovisjtjev (50,00) Vladimir Morozov (45,01) Andrej Sjabasov[a] Oleg Kostin[a] Aleksandr CHarlanov[a] Vladislav Grinev[a] | 3.20,61    | Japan Ryosuke Irie (49,95) Yasuhiro Koseki (55,91) Takeshi Kawamoto (49,58) Katsumi Nakamura (45,63) Yuma Edo[a]     | 3.21,07 AR  |

a  Simmade endast försöken men mottog medalj.

### Damer
| Gren               | Guld | Guld          | Silver | Silver     | Brons | Brons      |
| Frisim             | |               | |            | |            |
| 50 meter           | Ranomi Kromowidjojo Nederländerna | 23,19 CR      | Femke Heemskerk Nederländerna | 23,67      | Etiene Medeiros Brasilien | 23,76 AM   |
| 100 meter          | Ranomi Kromowidjojo Nederländerna | 51,14 CR      | Femke Heemskerk Nederländerna | 51,60      | Mallory Comerford USA | 51,63 AM   |
| 200 meter          | Ariarne Titmus Australien | 1.51,38 AR    | Mallory Comerford USA | 1.51,81    | Femke Heemskerk Nederländerna | 1.52,36    |
| 400 meter          | Ariarne Titmus Australien | 3.53,92 WR    | Wang Jianjiahe Kina | 3.54,56    | Li Bingjie Kina | 3.57,99    |
| 800 meter          | Wang Jianjiahe Kina | 8.04,35       | Simona Quadarella Italien | 8.08,03    | Leah Smith USA | 8.08,75    |
| Ryggsim            | |               | |            | |            |
| 50 meter           | Olivia Smoliga USA | 25,88 NR      | Caroline Pilhatsch Österrike | 25,99 NR   | Holly Barratt Australien | 26,04      |
| 100 meter          | Olivia Smoliga USA | 56,19         | Katinka Hosszú Ungern | 56,26      | Georgia Davies StorbritannienMinna Atherton Australien                                                                             | 56,74      |
| 200 meter          | Lisa Bratton USA | 2.00,71       | Kathleen Baker USA | 2.00,79    | Emily Seebohm Australien | 2.01,37    |
| Bröstsim           | |               | |            | |            |
| 50 meter           | Alia Atkinson Jamaica | 29,05         | Rūta Meilutytė Litauen | 29,38      | Martina Carraro Italien | 29,59      |
| 100 meter          | Alia Atkinson Jamaica | 1.03,51       | Katie Meili USA | 1.03,63    | Jessica Hansen Australien | 1.04,61    |
| 200 meter          | Annie Lazor USA | 2.18,32       | Bethany Galat USA | 2.18,62    | Fanny Lecluyse Belgien | 2.18,85    |
| Fjärilsim          | |               | |            | |            |
| 50 meter           | Ranomi Kromowidjojo Nederländerna | 24,47 CR NR   | Holly Barratt Australien | 24,80      | Kelsi Dahlia USA | 24,97      |
| 100 meter          | Kelsi Dahlia USA | 55,01         | Kendyl Stewart USA | 56,22      | Daiene Dias Brasilien | 56,31 AR   |
| 200 meter          | Katinka Hosszú Ungern | 2.01,60       | Kelsi Dahlia USA | 2.01,73 AR | Suzuka Hasegawa Japan | 2.04,04    |
| Individuell medley | |               | |            | |            |
| 100 meter          | Katinka Hosszú Ungern | 57,26         | Runa Imai Japan | 57,85      | Alia Atkinson Jamaica | 58,11      |
| 200 meter          | Katinka Hosszú Ungern | 2.03,25       | Melanie Margalis USA | 2.04,62    | Kathleen Baker USA | 2.05,54    |
| 400 meter          | Katinka Hosszú Ungern | 4.21,40       | Melanie Margalis USA | 4.25,84    | Fantine Lesaffre Frankrike | 4.27,31    |
| Lagkapp            | |               | |            | |            |
| 4×50 meter frisim  | USA Madison Kennedy (24,05) Mallory Comerford (23,28) Kelsi Dahlia (23,37) Erika Brown (23,33) Lia Neal[b] Olivia Smoliga[b] Veronica Burchill[b]                   | 1.34,03 CR AM | Nederländerna Ranomi Kromowidjojo (23,60) Femke Heemskerk (23,32) Kim Busch (23,84) Valerie van Roon (23,79) Maaike de Waard[b]        | 1.34,55    | Australien Holly Barratt (24,04) Emily Seebohm (24,10) Minna Atherton (24,02) Carla Buchanan (24,18) Ariarne Titmus[b]             | 1.36,34    |
| 4×100 meter frisim | USA Olivia Smoliga (52,71) Lia Neal (52,58) Mallory Comerford (51,09) Kelsi Dahlia (51,40) Veronica Burchill[b] Erika Brown[b]                                      | 3.27,78       | Nederländerna Kim Busch (53,19) Femke Heemskerk (50,93) Maaike de Waard (53,13) Ranomi Kromowidjojo (50,77) Valerie van Roon[b]        | 3.28,02    | Kina Zhu Menghui (52,58) Yang Junxuan (52,28) Liu Xiaohan (53,26) Wang Jingzhuo (52,80)                                            | 3.30,92    |
| 4×200 meter frisim | Kina Li Bingjie (1.54,56) Yang Junxuan (1.53,06) Zhang Yuhan (1.53,94) Wang Jianjiahe (1.52,52) Ai Yanhan[b] Liu Xiaohan[b]                                         | 7.34,08 AR    | USA Leah Smith (1.55,85) Mallory Comerford (1.53,00) Melanie Margalis (1.53,59) Erika Brown (1.52,86) Lia Neal[b] Veronica Burchill[b] | 7.35,30 NR | Australien Ariarne Titmus (1.52,22) Minna Atherton (1.54,73) Carla Buchanan (1.54,82) Abbey Harkin (1.54,63)                       | 7.36,40 AR |
| 4×50 meter medley  | USA Olivia Smoliga (25,97) Katie Meili (29,29) Kelsi Dahlia (24,02) Mallory Comerford (23,10) Kathleen Baker[b] Kendyl Stewart[b] Erika Brown[b]                    | 1.42,38 WR    | Kina Fu Yuanhui (26,20) Suo Ran (29,63) Wang Yichun (24,84) Wu Yue (23,64)                                                             | 1.44,31 AR | Nederländerna Maaike de Waard (26,46) Kim Busch (30,73) Ranomi Kromowidjojo (24,21) Femke Heemskerk (23,17)                        | 1.44,57    |
| 4×100 meter medley | USA Olivia Smoliga (55,86) Katie Meili (1.03,52) Kelsi Dahlia (54,89) Mallory Comerford (51,31) Kathleen Baker[b] Melanie Margalis[b] Kendyl Stewart[b] Lia Neal[b] | 3.45,58 CR    | Kina Fu Yuanhui (56,86) Shi Jinglin (1.03,97) Zhang Yufei (56,21) Zhu Menghui (51,76) Wang Yichun[b] Yang Junxuan[b]                   | 3.48,80    | Italien Margherita Panziera (58,39) Martina Carraro (1.04,47) Elena Di Liddo (56,41) Federica Pellegrini (52,11) Ilaria Bianchi[b] | 3.51,38 NR |

b  Simmade endast försöken men mottog medalj.

### Mixed
| Event             | Guld | Guld       | Silver | Silver     | Brons | Brons      |
| 4×50 meter frisim | USA Caeleb Dressel (20,43) Ryan Held (20,60) Mallory Comerford (23,44) Kelsi Dahlia (23,42) Michael Andrew[c] Michael Chadwick[c] Olivia Smoliga[c] Madison Kennedy[c] | 1.27,89 WR | Nederländerna Jesse Puts (21,17) Stan Pijnenburg (21,18) Ranomi Kromowidjojo (23,09) Femke Heemskerk (23,07) Kim Busch[c] Valerie van Roon[c] | 1.28,51    | Ryssland Vladimir Morozov (20,75) Jevgenij Sedov (20,66) Maria Kameneva (23,66) Rozalija Nasretdinova (23,66) Jevgenij Rylov[c] Ivan Kuzmenko[c] Arina Surkova[c] | 1.28,73    |
| 4×50 meter medley | USA Olivia Smoliga (25,85) Michael Andrew (25,75) Kelsi Dahlia (24,71) Caeleb Dressel (20,09) Ryan Murphy[c] Katie Meili[c] Kendyl Stewart[c] Michael Chadwick[c]      | 1.36,40 WR | Nederländerna Jesse Puts (23,87) Ties Elzerman (26,01) Ranomi Kromowidjojo (24,27) Femke Heemskerk (22,90) Maaike de Waard[c] Kim Busch[c]    | 1.37,05 ER | Ryssland Kliment Kolesnikov (22,97) Oleg Kostin (25,52) Rozalija Nasretdinova (25,23) Maria Kameneva (23,61) Jevgenij Rylov[c] Arina Surkova[c]                   | 1.37,33 NR |

c  Simmade endast försöken men mottog medalj.

## Medaljtabell
| Pl.    | Nation              | Guld | Silver | Brons | Totalt |
| ------ | ------------------- | ---- | ------ | ----- | ------ |
| 1      | USA                 | 17   | 15     | 4     | 36     |
| 2      | Ryssland            | 6    | 5      | 3     | 14     |
| 3      | Ungern              | 4    | 1      | 0     | 5      |
| 4      | Nederländerna       | 3    | 6      | 2     | 11     |
| 5      | Kina                | 3    | 5      | 5     | 13     |
| 6      | Sydafrika           | 3    | 2      | 2     | 7      |
| 7      | Australien          | 2    | 2      | 8     | 12     |
| 8      | Japan               | 2    | 1      | 5     | 4      |
| 9      | Brasilien           | 2    | 0      | 6     | 8      |
| 10     | Jamaica             | 2    | 0      | 1     | 3      |
| 11     | Litauen             | 1    | 2      | 0     | 3      |
| 12     | Ukraina             | 1    | 0      | 0     | 1      |
| 13     | Italien             | 0    | 3      | 4     | 7      |
| 14     | Belarus             | 0    | 2      | 0     | 2      |
| 15     | Norge               | 0    | 1      | 1     | 2      |
| 16     | Österrike           | 0    | 1      | 0     | 1      |
| 17     | Belgien             | 0    | 0      | 1     | 1      |
| 17     | Frankrike           | 0    | 0      | 1     | 1      |
| 17     | Irland              | 0    | 0      | 1     | 1      |
| 17     | Polen               | 0    | 0      | 1     | 1      |
| 17     | Storbritannien      | 0    | 0      | 1     | 1      |
| 17     | Trinidad och Tobago | 0    | 0      | 1     | 1      |
| 17     | Tyskland            | 0    | 0      | 1     | 1      |
| Totalt | Totalt              | 46   | 46     | 48    | 140    |